# Икономайзер
Икономайзер (на английски: Economizer, от английската дума economize – „спестявам“) е елемент на котлоагрегат, топлообменник, в който циркулиращата вода преди подаването ѝ в котела се подгрява от излизащите от котела газове. При налягания до 22 kgf/cm2 (2,2 MPa) и температура на водата под точката на втечняване на горивните газове или недеаерирана вода икономайзера е във вид на гладки или ребристи чугунени тръби, за по-високи налягания и температура – от стоманени, преимуществено гладки, тръби. Устройството повишава КПД на цялата установка.

## Видове
Икономайзерите се делят на кипящи и некипящи. Конструкцията на кипящите и некипящите икономайзери принципно е еднаква, в първия случай водата на изхода е кипяща (желателно е паросъдържанието да не превишава 25%). Също има и икономайзери за комините на жилищните домове.

## Конструкция
Най-често водните икономайзери се изготвят от тръби, във вид на вертикални серпентини и компоновани в пакети. За удобство в експлоатацията и ремонт на повърхността на икономайзера те се разделят на пакети височина до 1 m, с отстояние между тях от 65 – 80 sm. Разположението на тръбите на икономайзера, като правило, е шахматно; коридорното разположение по условията на този топлообмен е нецелесъобразно. В електростанциите циркулиращата вода преди постъпването ѝ в котела се подгрява в регенеративния цикъл за сметка на отбор на пара от турбините с температура до 215 – 270 °C, което от своя страна намалява големината на топлопреносната повърхност на икономайзера и съответно неговите общи габарити.